# Arauca (departament)
Arauca – departament Kolumbii, położonym na wschodzie tego kraju. Jego stolicą jest miasto Arauca. Jest najdalej na północ położonym departamentem w kolumbijskiej części dorzecza Orinoko. Graniczy z Wenezuelą. Od południa granicę z departamentami Casanare i Vichada wyznaczają rzeki: Casanare i Meta. Od zachodu graniczy z departamentem Boyacá. Złoże ropy naftowej Caño Limón dostarcza około 30% kolumbijskiej produkcji tego surowca.

## Rdzenni mieszkańcy
Liczba rdzennych mieszkańców departamentu Arauca to 3591 osób. 6 lokalnych plemion ma następującą populację: U'wa 1124 osoby, Betoyes 800, Sikuani 782, Hitnü 441, Kuiba 241, Chiroca 173 i Piapoco – 30 osób.26 rezerwatów (resguardos) zajmuje powierzchnię 1281,67 km².
Eksploatacja złóż ropy naftowej i innych bogactw regionu po roku 2000 spowodowała istotną liczbę śmierci wśród miejscowej ludności, poniesionej z rąk żołnierzy armii kolumbijskiej. Mimo to, protestują oni zarówno przeciw niszczeniu ich miejsc zamieszkania, jak i tym incydentom.

## Gminy

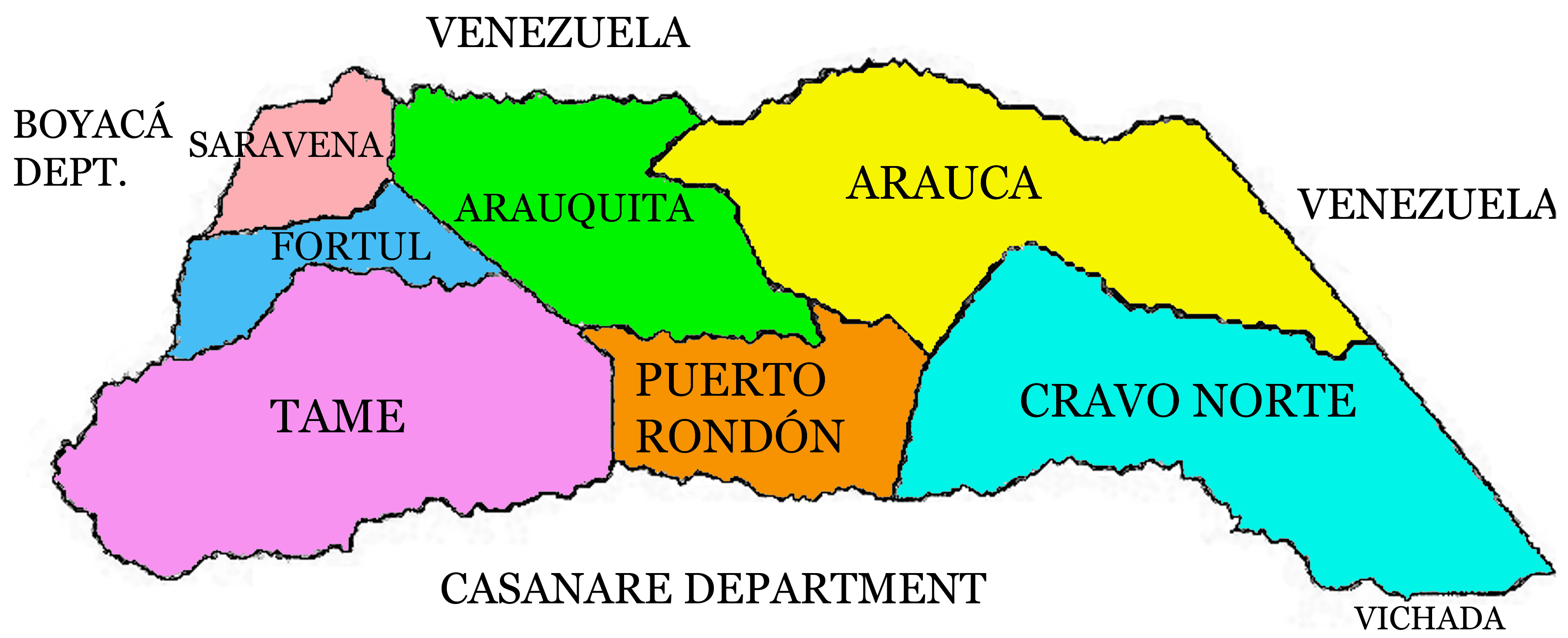
Rozmieszczenie gmin w departamencie Arauca

1. Arauca
2. Arauquita
3. Cravo Norte
4. Fortul
5. Puerto Rondón
6. Saravena
7. Tame